# Ігнасіо да Сілва Олівейра
Ігнасіо да Сілва Олівейра (порт. Ignácio da Silva Oliveira, нар. 1 грудня 1996, Куррайс-Новус) — бразильський футболіст, захисник клубу «Флуміненсе».
Триразовий переможець Ліги Баїяно.

## Ігрова кар'єра
Народився 1 грудня 1996 року в місті Куррайс-Новус. Вихованець футбольної школи клубів ВОКЕМ та «Ітапіренсе».
У дорослому футболі дебютував 2017 року виступами за команду «Форса е Луж», в якій провів два сезони, і в першому з них виграв з командою другий дивізіон Ліги Потігуар. Згодом грав в оренді за невеличкі клуби «Санта-Круз» та АССУ.
Влітку 2018 року Ігнасіо став гравцем вищолігового клубу «Баїя». Захисник дебютував у Серії А 6 жовтня 2018 року у матчі з «Греміо» (2:2). Він тричі виграв чемпіонат штату Баїя, проте після того, як у 2020 році не грав регулярно за команду, його віддали в оренду клубу Серії B «ССА Масейо» до кінця сезону. В середині 2021 року він знову був відданий в оренду, на цей раз до вищолігового «Шапекоенсе».
Після сезону 2022 року, який він провів у клубі «Баїя», захисник покинув клуб і відправився за кордон у перуанський «Спортінг Крістал», де провів півтора року як основний гравець.
16 липня 2024 року Ігнасіо повернувся на батьківщину і став гравцем «Флуміненсе». Станом на 26 червня 2025 року відіграв за команду з Ріо-де-Жанейро 11 матчів в національному чемпіонаті.

## Титули і досягнення
- Чемпіон штату Баїя (3):

«Баїя»: 2018, 2019, 2020